# Ana Flávia Azinheira
Ana Flávia João Azinheira (Maputo, 8 febbraio 1977) è un'ex cestista e politica mozambicana.

## Carriera
Con il Mozambico ha disputato i Campionati mondiali del 2014 e tre edizioni dei Campionati africani (2009, 2011, 2013).